# Bab Saadoun
Bab Saadoun (arabe : باب سعدون) ou, plus exactement, Bab Bou Saadoun (باب بو سعدون) est l'une des portes de la médina de Tunis (Tunisie).
Construite vers 1350 dans l'enceinte du faubourg de Bab Souika, elle doit son nom à un saint homme : Sidi Bou Saadoun.

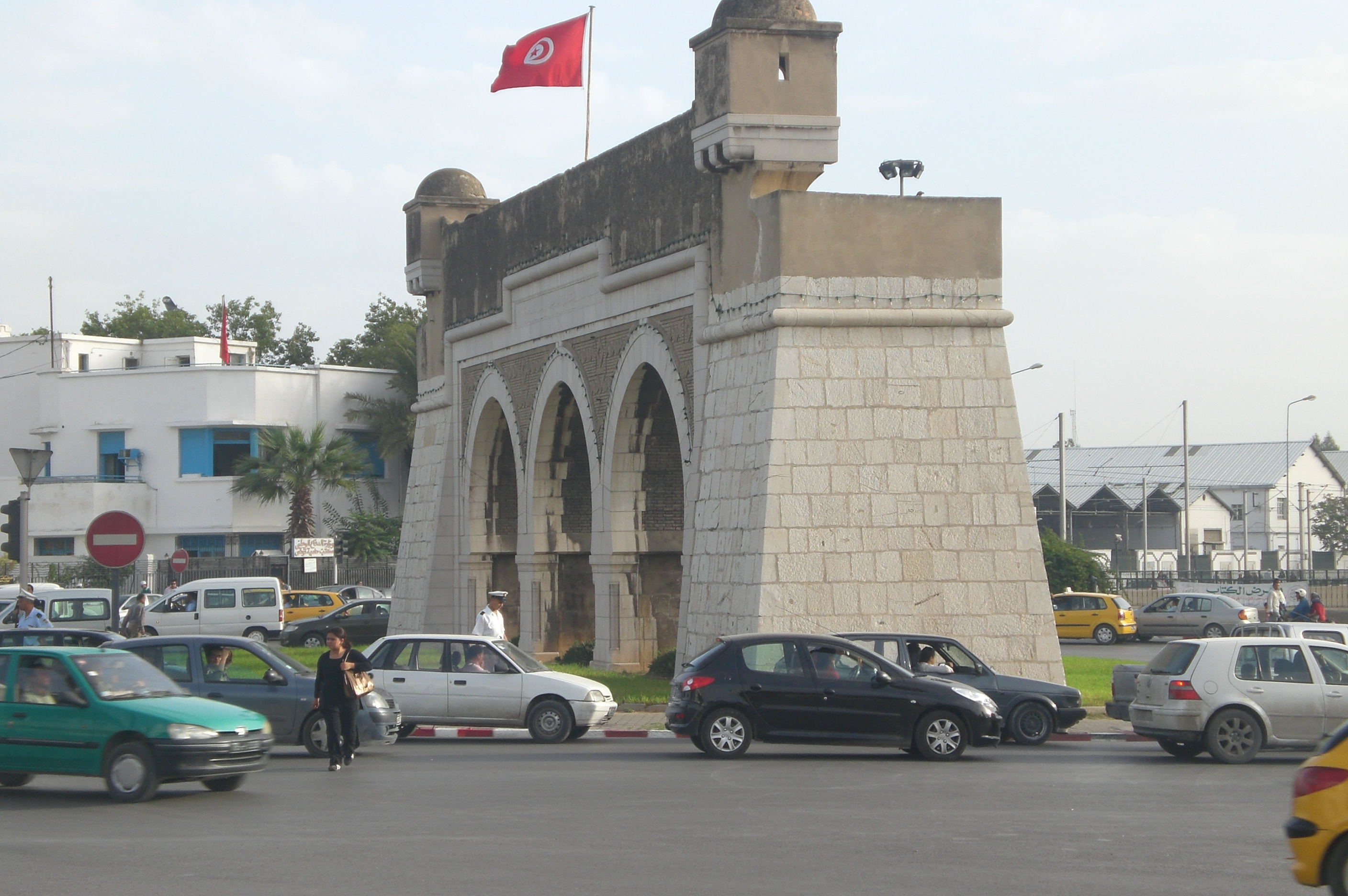
Bab Saadoun encadrée par la circulation.

Commandant les routes de Béja, Bizerte et Le Kef, elle ne comporte qu'une arche à l'origine et est remplacée en 1881 par une porte à trois arches plus adaptée au volume du commerce.
Cette porte est de nos jours le centre d'un rond-point qui connecte le boulevard du 9-Avril 1938, la rue Djebel Lakhdhar, la rue Meftah Saadallah, l'avenue du 20-Mars menant au Bardo et Bab Laassal, ce qui fait du lieu une source quotidienne d'embouteillage. 
Elle est classée monument historique par un décret datant du 4 juillet 2016.

## Témoignage
L'aquarelliste français Charles Lallemand, qui visite la Tunisie à la fin du XIXe siècle, livre un témoignage sur cette porte : 

« La porte Bab-Saadoun illustre un type de fortification espagnole, avec échauguette en briques sur l'angle du mur. Devant cette porte sont assis les employés arabes préposés à la perception des droits sur telle ou telle marchandise que l'on introduit dans la ville. Cela rappelle nos anciens octrois. Les impôts, notons-le au passage, sont perçus exclusivement pour le compte de l'État, la ville n'en ayant que la part que le gouvernement veut bien lui abandonner.
La perception d'un grand nombre se ces impôts a été confiée à des fermiers à la suite d’adjudications. Rien n'est amusant comme ces postes d’employés arabes, nonchalamment assis ou accroupis, fumant leur cigarette ou dégustant un kaoua. Quelles distractions de tout sorte en voyant visiter à fond les sacoches, les couffins, les caisses et les paniers portés sur des ânes, sur des mulets ou des chameaux, et encore en apercevant ces douaniers fantastiques soulever les burnous et fouiller jusque dans les poches de vastes pantalons de leurs compatriotes ! C'est le tabac surtout qu'ils cherchent. »